# Girlfriend (gruppo musicale)
Le Girlfriend sono state un girl group australiano attivo fra il 1991 e il 1996 e composto da Robyn Loau, Melanie Alexander, Lorinda "Rindy" Noble, Siobhánn Heidenreich e Jacqueline "Jacqui" Cowellt.

## Carriera
Jacqueline Cowell, Siobhánn Heidenreich e Melanie Alexander si conoscono dall'età di tre anni, quando frequentavano lezioni di danza insieme, e hanno deciso di formare un girl group; sono state scoperte da Noel MacDonald, che ha aggiunto Robyn Loau e Lorinda Noble. Nel 1991 hanno firmato il loro primo contratto discografico.
L'anno successivo è uscito Take It from Me, il singolo di debutto delle Girlfriend, che ha raggiunto la vetta della classifica australiana ed è stato certificato disco d'oro dall'Australian Recording Industry Association per aver venduto più di 35 000 copie a livello nazionale. Il brano è inoltre entrato nelle top 50 di Nuova Zelanda e Regno Unito. Dopo aver piazzato altri due singoli nella top 20 australiana, a settembre 1992 è uscito l'album Make It Come True, che ha debuttato al 6º posto della classifica nazionale ed è stato certificato disco di platino con oltre 70 000 copie vendute.
Meno fortunato è stato il secondo album, It's Up to You, uscito l'anno successivo, che non è andato oltre la 29ª posizione in classifica; ha comunque ottenuto un disco d'oro.
Nel 1994 Robyn Loau ha lasciato il gruppo, che ha iniziato ad esibirsi come GF4. Successivamente se n'è andata anche Jacqui Cowell, che è stata rimpiazzata da Belinda Chapple, futura componente delle Bardot. Il gruppo si è sciolto definitivamente nel 1996 in seguito allo scarso successo commerciale degli ultimi due singoli; le cinque componenti originali si sono riunite durante la puntata del 13 maggio 2007 del programma Where Are They Now?.
Le Girlfriend hanno ricevuto due candidature agli ARIA Music Awards: una nel 1993 per il miglior debutto con Make It Come True, e una l'anno successivo con It's Up to You per il migliore album pop.

## Discografia

### Album
- 1992 - Make It Come True
- 1993 - Girl's Life (solo in Giappone)
- 1993 - It's Up to You

### EP
- 1993 - Magic (solo in Giappone)

### Singoli
- 1992 - Take It from Me
- 1992 - Girl's Life
- 1992 - Without You
- 1992 - Bad Attitude
- 1993 - Love's on My Mind
- 1993 - Heartbeat
- 1993 - Wishing on the Same Star
- 1994 - Sooner or Later
- 1995 - Need Love (To Make the Sex Right)